# История с привидениями (фильм)
«История с привидениями» — кинофильм. Экранизация произведения, автор которого — Питер Страуб.

## Сюжет
Четверо стариков собираются друг у друга в гостях каждую зиму, чтобы попить коньяк и поделиться историями о призраках. Все они — участники преступления, совершённого много-много лет назад. Когда-то они убили молодую девушку Еву Галли, и теперь её дух посещает каждого из них.

## В ролях
- Фред Астер — Рикки Хоторн
- Патриция Нил — Стелла Хотхорн
- Дуглас Фэрбенкс-младший — Эдвард Чарльз Уондерли (последняя роль на широком экране)
- Мелвин Дуглас — доктор Джон Джеффри
- Джон Хаусман — Сирс Джеймс
- Элис Криге — Ева Галли / Альма Моубли
- Робин Кёртис — Риа Дедхэм (впервые на экране)